# Omloop van het Waasland 1988
 De 24e editie van de Belgische wielerwedstrijd Omloop van het Waasland vond plaats op 20 maart 1988. De start en finish vonden plaats in Kemzeke. De winnaar was Erik Breukink, gevolgd door Johan Capiot en Werner Devos.

## Uitslag
| Omloop van het Waasland 1988 |               |                     |        |
| Plaats                       | Naam          | Ploeg               | Tijd   |
| Winnaar                      | Erik Breukink | Panasonic - Isostar | 5u8'0" |
| 2                            | Johan Capiot  | TVM-Van Schilt      | 15"    |
| 3                            | Werner Devos  | Roland              | 15"    |

1965 · 1966 · 1967 · 1968 · 1969 · 1970 · 1971 · 1972 · 1973 · 1974 · 1975 · 1976 · 1977 · 1978 · 1979 · 1980 · 1981 · 1982 · 1983 · 1984 · 1985 · 1986 · 1987 · 1988 · 1989 · 1990 · 1991 · 1992 · 1993 · 1994 · 1995 · 1996 · 1997 · 1998 · 1999 · 2000 · 2001 · 2002 · 2003 · 2004 · 2005 · 2006 · 2007 · 2008 · 2009 · 2010 · 2011 · 2012 · 2013 · 2014 · 2015 · 2016 · 2017 · 2018 · 2019 · 2020 · 2021 · 2022 · 2023 · 2024